# Walraven II. Brederodski
Walraven II. Brederodski (8. januar 1462 – 14. januar 1531) je bil Gospod Brederodski, Vianenski, Ameidski, sodni izvršitelj Hagesteina in mestni grof (vikont) Utrechta .

## Življenje
Bil je sin Reinalda II. Brederodskega in Jolande Lalainške. Ko je bil star tri leta, ga je oče imenoval za sodnega izvršitelja Hagesteina. Tako kot njegovega očeta Reinalda II. in strica Gijsbrehta Brederodskega ga je leta 1470 ujel burgundski škof David, a mu je z nekaj pomoči uspelo pobegniti na grad Batestein. 16. oktobra 1473 je nasledil svojega očeta kot 10. gospod Brederodski. Walravenov obred prevzema nasledstva so prekinili njegovi polbratje, ki pa so bili nezakonski, tako da je Walraven ostal zakoniti naslednik. Med vojno Knezo-škofije Utrecht (1481-83) je njegovo svobodno mesto Vianen leta 1482 zavzel general Vincentius Zwanenborški. Walraven je tekom istega leta dobil nazaj svojo posest, vendar je do tega napadalca gojil ogromno zamero.
Leta 1486 se je udeležil kronanja Maksimilijana Habsburškega za svetorimskega cesarja. Takrat ga je  cesar Maksimilijan povzdignil v viteza in mu podelil mesto v Maksimilijanovem svetu. Po smrti Maksimilijana je Walraven iskal način, kako ponovno vzpostaviti vladavino frakcije trnkov, kar je privedlo do nove vojne. Po nekaj letih je Walraven prebegnil k nasprotni frakciji, kar je bilo zanj dobra odločitev.

## Družina
Walraven se je najprej poročil z neplemiško Gertrudo Alphensko in z njo imel nezakonskih otrok, ki so kasneje zahtevali dedovanje gospostva Brederode. Leta 1492 se je Walraven poročil s plemenito Margareto Borselensko. Umrla je leta 1507, nakar se je 11. maja 1508 poročil z Ano Nieuwenaarsko.
Walraven je imel z Gertrudo Alphensko naslednje otroke:
- Reinoud (nezakonski) Brederodski
- neznano ime (nezakonski) Brederodski
- Janez (nezakonski) Brederodski

Njegovi otroci  s prvo ženo Margareto Borselensko so bili:
- Reinald (Reinald III.) Brederodski 1492-1556

- Wolfert Brederodski 1494-1548: njegov sin Reinald je podedoval Brederode, potem ko je leta 1568 umrl Henrik II. oz. 12. gospod Brederodski.

- Françoise Brederodska (1496-1553) ∞  Henrik Merodski

- Charlotte Brederodska (1498-1529) ∞  Janez III. Montfoortski (1448-1522) - mati Justa Montfoortskega.

- Just Brederodski (1505-1551) ∞  Marija Dever Mijndenska.

Otrok s hčerko Jakoba Bertoutskega:
- Reinauld nezakonski Brederodski Rijnesteinski 1500-1549, sodnik in šerif Vianenski, podeljena mu je posest Rijnestein pri Jutphaas, ∞  Ana Lennepska

Otroci z drugo ženo Ano Nieuwenaarsko:
- Jolanda Brederodska 1509-1517

- Franc Brederodski 1510-1529, gospod Zwammerdama, se utopil v potoku pri Eindhovnu

- Marija Brederodska 1512-????, ∞ Govert Millendonški

- Margareta Brederodska 1514-1577, nuna samostan Thorn

- Baltazar Brederodski 1516-1576, gospod Bergenski, gozdarski mojster Hollandije, ∞ Katarina Bronckhorstska-Batenburška

- Walburga Brederodska 1518-1567, grofica Bentheimska in Steinfurtska, ∞ Arnold II. Bentheimski-Steinfurtski

- Magdalena Brederodska ????-1546, ∞ Viljem Wyilenski

- Jolande Brederodska 1525-1553, poročena z Jakobom Burgundskim, sta iz verskih razlogov pobegnila v Švico, kjer sta bila dolga leta v stiku s Kalvinom pod družinskim imenom De Fallais.